# Американский дедушка
«Американский дедушка» — российский художественный фильм 1993 года. Последняя кинороль Евгения Леонова.

## Сюжет
Жизнь простого человека Гоши Гоголева пошла под откос: его сократили на работе вместо сотрудницы Костылевой (по его собственному предложению, продиктованному благородным порывом), а жена уведомила его, что уходит к другу семьи. И при таких драматичных обстоятельствах Гоша получает письмо от прадеда — миллионера Серафима Терентьевича Гоголева, который собрался приехать из США на родину. 
По приезде «дедушка», как называют его для краткости Гоша с супругой, поведал потомку, что всё своё состояние отдал на приют для бездомных собак, а в Россию прибыл помирать, желая лежать в земле предков. Гоша должен обеспечить могилу, раздобыть гроб… Все эти заботы свалились на него, как снег на голову. 
В итоге обстоятельства складываются так, что в гроб пришлось лечь ему самому. А Серафим, пока Гоша ничего не жалел ради воплощения похоронных планов прадедушки, ведёт образ жизни, не соответствующий его возрасту. Он знакомится с проституткой Ингой, позже снимает её, а кончается это тем, что оба, влюблённые и счастливые, собрались под венец. 
Гоша сокрушённо сообщает «американскому дедушке» последнюю новость: все хлопоты насчёт могилы пошли прахом — кладбище сносят. Но прадедушка не расстроен: он передумал умирать, жизнь для него только начинается. Серафим информирует правнука о своей скорой свадьбе и об ожидании «бэби», который будет приходиться Гоше дедом.

## В ролях
- Евгений Леонов (последняя роль) — Серафим Терентьевич Гоголев, «американский дедушка»
- Владимир Носик — Гоша (Георгий Антонович) Гоголев
- Марина Сахарова — Зоя
- Юрий Шлыков — Денис
- Екатерина Стриженова — Инга
- Вячеслав Шалевич — Пётр Васильевич Мешков
- Валерий Носик — Фёдор
- Евгений Воскресенский — гробовщик
- Николай Лещуков — гробовщик
- Галина Польских — Маргарита Семёновна Костылёва
- Игорь Кашинцев — Иван Васильевич
- Людмила Иванова — соседка
- Вячеслав Добрынин — Сэм
- Майя Булгакова — квартирная хозяйка
- Александр Баширов — сутенёр
- Дарья Фекленко — девушка в ресторане
- Владимир Пермяков — эпизод